# Piano SIGMA
Il piano SIGMA era un progetto militare di richiamo alle armi di gruppi congedati di ex carabinieri, atto a riorganizzare alcuni settori dei carabinieri in vista di un possibile golpe denominato Piano Solo.
Sarebbe dovuto avvenire intorno al 1964, con una prova di riaddestramento alle armi svoltasi in precedenza, che avrebbe coinvolto circa 3.000 tra sottufficiali e graduati di truppa e 72 ufficiali, per vedere quanto fosse fattibile.
Si era capito che i Carabinieri, con le sole forze in campo che avevano in quel periodo, non avrebbero mai potuto affrontare e svolgere piani tanto ambiziosi. In pratica si trattava di richiamare alle armi gli ufficiali di complemento, in ferma prefissata, e di assumerli a tempo indeterminato; lo stesso valeva per marescialli, brigadieri, appuntati e carabinieri semplici; oppure di richiamare ex militari andati in pensione anticipata. Si prevedeva anche di chiamare nuovamente in servizio alcune persone che avevano svolto il servizio di leva obbligatoria, se ci fosse stata la necessità.